# Cerkiew św. Michała Archanioła w Ciechocinku
Cerkiew pod wezwaniem św. Michała Archanioła – zabytkowa prawosławna cerkiew polowa w Ciechocinku. Należy do parafii wojskowej św. Michała Archanioła w Ciechocinku, w Prawosławnym Ordynariacie Wojska Polskiego PAKP.

## Lokalizacja
Cerkiew znajduje się na terenie Wojskowego Szpitala Uzdrowiskowego, przy ulicy Wojska Polskiego 3.

## Historia
Świątynia została wybudowana w 1894 przez górali kaukaskich w stylu zauralskim. Jest to jedyny przykład tego stylu w Europie. Powstanie obiektu było związane z przyjazdami do Ciechocinka rosyjskich kuracjuszy wyznania prawosławnego. Posiada jedną większą kopułę oraz drugą mniejszą. Wewnątrz znajduje się współczesny ikonostas. Ściany wykonane są z bali położonych na siebie bez użycia gwoździ. Na tylnej wewnętrznej ścianie znajduje się napis w języku cerkiewnosłowiańskim „S nami Bog”.
Budynek był cerkwią do lat 20. ubiegłego stulecia, gdzie następnie urządzono w niej kasyno ze świetlicą, szkołę, a następnie magazyn. Inicjatorem renowacji obiektu i przywrócenia go do użytku liturgicznego był Prawosławny Ordynariusz Wojska Polskiego arcybiskup Sawa (Hrycuniak). Kamień węgielny pod odbudowywaną świątynię został położony 2 grudnia 1995. 5 października 1996 cerkiew została ponownie konsekrowana przez arcybiskupa Sawę oraz biskupa łódzkiego i poznańskiego Szymona. Stała się wówczas świątynią nowo utworzonej parafii wojskowej.
Cerkiew wpisano do rejestru zabytków 4 września 1995 pod nr A/673.
10 listopada 2013 biskup Jerzy (Pańkowski) dokonał odsłonięcia w sąsiedztwie cerkwi tablicy upamiętniającej ofiary katastrofy smoleńskiej z 2010, w tym arcybiskupa Mirona (Chodakowskiego).
W 2015 obok cerkwi ustawiono i poświęcono krzyż dziękczynny upamiętniający 120-lecie budowy świątyni i 20-lecie jej reaktywacji.

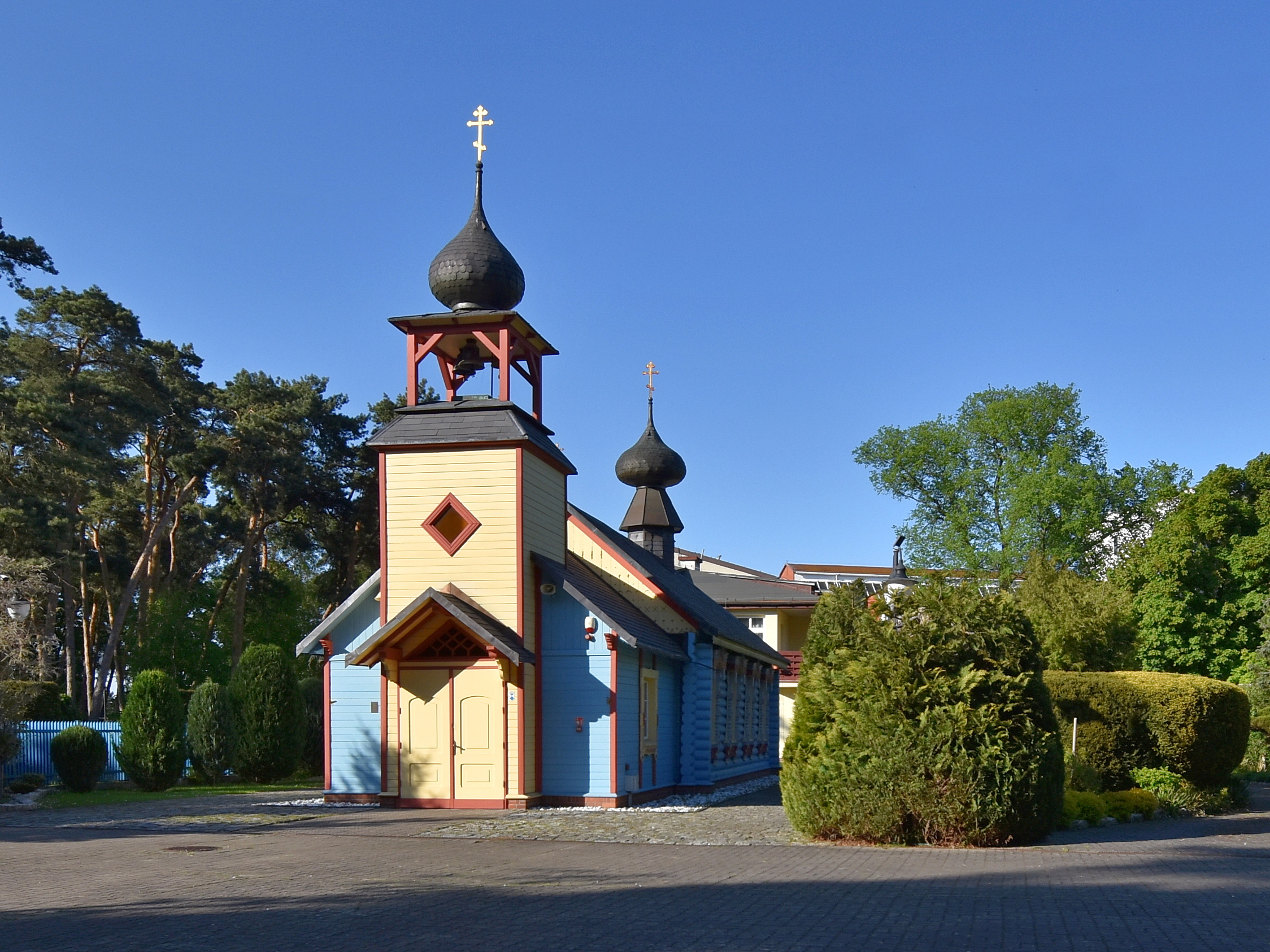
Elewacja boczna
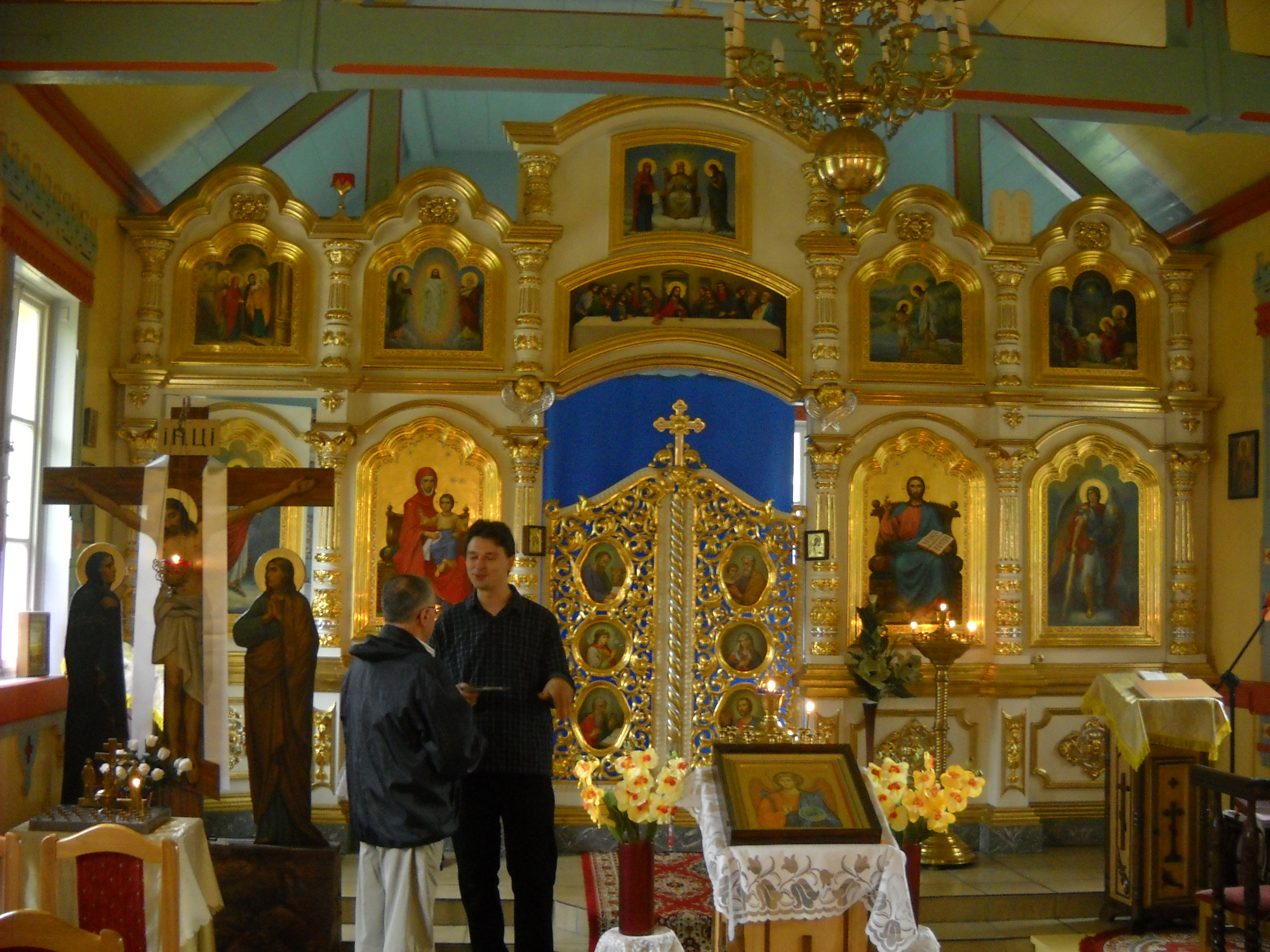
Wnętrze
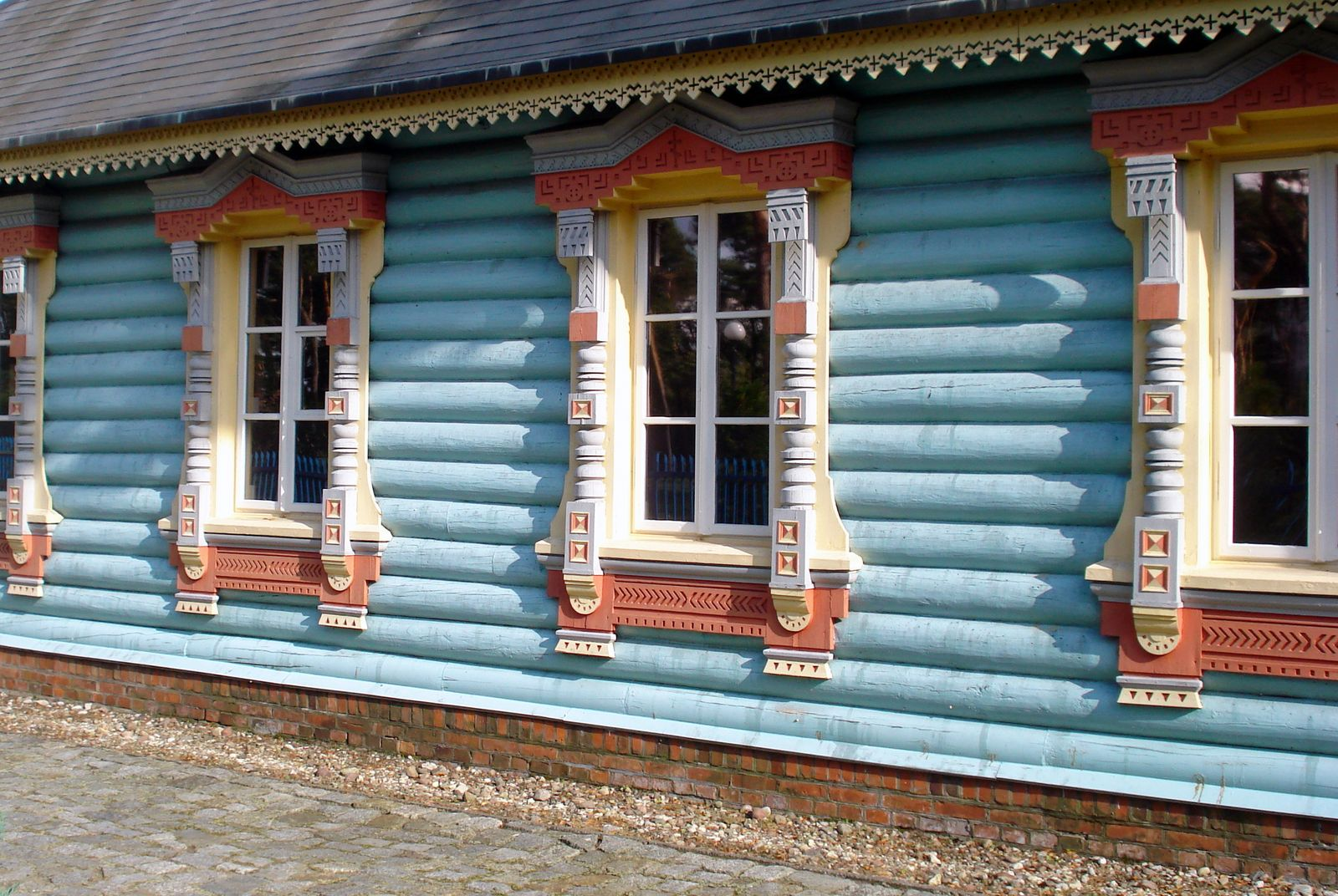
Ściana boczna